# ラ・ラ・ファンタシーク
『ラ・ラ・ファンタシーク』は宝塚歌劇団によって制作された舞台作品。

## 宝塚大劇場公演　グランド・レビュー『ラ・ラ・ファンタシーク』-あなたに宝石を- 24場

### 星組
- 1973年3月24日 - 4月25日[1]
- 併演は『花かげろう[1]』
- 作・演出：鴨川清作[1]
- 59期生初舞台公演

#### スタッフ
- 作曲[1]・編曲[1]：寺田瀧雄・中井光晴・入江薫・吉崎憲治
- 音楽指揮・合唱指導：橋本和明[1]
- 歌唱指導：水島早苗[1]
- 振付[1]：喜多弘・司このみ・朱里みさを・アキコ・カンダ
- 装置[1]：静間潮太郎・大橋泰弘
- 衣装：静間潮太郎[1]
- ヘアーデザイン：畠山順吉[2]
- 照明：今井直次[2]
- 小道具：万波一重[2]
- 効果：川ノ上智洋[2]
- 音響監督：松永浩志[2]
- 演出助手[2]：草野旦・村上信夫・三木章雄
- 制作：平松悟[2]

#### 主な配役
- ゴールドリングの歌手、ダイヤモンドの女王、プリンス：鳳蘭[3]
- パンドラの娘、ルビーの女：大原ますみ[3]
- エメラルドの女王、スター・サファイア：安奈淳[3]
- ジュエル・シンガー：大空美鳥[3]
- トウ・ダンサー：衣通月子[3]
- ムーン・サファイア：羽山紀代美[3]
- 女神[3]：美吉左久子、深山しのぶ、水代玉藻、椿友里
- 踊る男：但馬久美[3]
- 踊る女：沢かをり[3]

### 花組
- 1973年4月26日 - 5月24日[2]
- 併演は『新・花かげろう[2]』
- 作・演出：鴨川清作[2]
- 続演[2]

#### 主なスタッフ
- 制作：大谷真一[2]

#### 主な配役
- ゴールドリングの歌手、ダイヤモンドの女王、プリンス：甲にしき[2]
- スター・サファイヤ：瀬戸内美八[2]
- 青年：松あきら[2]
- エメラルドの女王：水はやみ[2]
- 宝石の歌手：上原まり[2]
- ジュエル・シンガー：水穂葉子[2]
- ムーン・サファイア：近衛杏[2]
- 歌手：笹潤子[2]
- 踊る男：室町あかね[2]
- 踊る女[2]：三井魔乎、有花みゆ紀

## 東京宝塚劇場公演
- 1973年6月2日 - 6月27日[4]
- 星組公演[4]
- 主なスタッフは鴨川清作[4]
- 併演は『花かげろう[4]』